# Mouvement pour le désarmement, la paix et la liberté
Initialement nommé Mouvement contre l’armement atomique (MCAA), le Mouvement pour le désarmement, la paix et la liberté (MDPL) est une organisation pacifiste française créée en 1963 et dissoute en 1996.

## Histoire

### Création du Mouvement contre l’armement atomique

#### Le contexte
La première manifestation en France contre l'armement atomique français se déroule le 11 avril 1958. À l'initiative de l'Action civique non-violente, quatre-vingt-deux personnes pénètrent dans l'usine nucléaire de Marcoule qui produit du plutonium pour la bombe atomique.
Le premier essai français de bombe atomique a lieu en février 1960.
En 1963, la crise des missiles de Cuba démontre le risque d’un conflit nucléaire.
Après le cessez-le-feu de la guerre d’Algérie, en 1962, l’opposition aux armes nucléaires prend de l’ampleur.

#### La création
En février-mars 1963, pour se démarquer du Mouvement de la paix qui est lié au parti communiste, le journaliste Claude Bourdet lance, avec le soutien du Parti socialiste unifié (PSU) dont il est un des fondateurs et des dirigeants, une organisation non alignée, le Mouvement contre l’armement atomique (MCAA),. Claude Bourdet est président et le biologiste Jean Rostand président d’honneur.

#### Les principes
- Opposition à tout armement atomique et tout essai nucléaire quel qu’en soit le pays responsable[5].
- Lutte prioritaire contre la force de frappe française.
- Lutte pour le désarmement général et d’abord atomique et pour la fin des expériences atomiques, pour des mesures unilatérales de désarmement, des traités et des accords internationaux.
- Lutte pour la dissolution des blocs militaires[6].

« Le MCAA n’est aligné sur aucun parti, aucun groupe : c'est un mouvement de paix au sein duquel marxistes, socialistes, anarchistes, non violents, pacifistes intégraux ont leur place. Il entretient d'excellentes relations avec tous les partis de gauche. »

### Coopération avec d’autres mouvements
Le MCAA mène des actions en commun avec de nombreuses organisations,. En 1964 il participe à la création du Comité national contre la force de frappe et pour le désarmement qui associe trente-cinq mouvements dont la Ligue des droits de l’Homme, des mouvements pacifistes (Action civique non-violente (ACNV), Mouvement de la paix, Ligue nationale contre la force de frappe), politiques (PSU, Parti communiste français, SFIO, Parti radical) et syndicaux (CGT, FEN, SNI, UNEF),. Le Comité rassemble plusieurs milliers d'opposants à la force de frappe, en mai 1964, au parc de Sceaux.
Le MCAA s’associe, en 1964, avec des organisations de trente-cinq pays dans la Confédération internationale pour le désarmement et la paix (CDIP / ICDP),. Il participe aux marches antiatomiques organisées en France,,, et dans plusieurs pays et à de nombreuses manifestations. Le MCAA revendique alors 6 à 7 000 membres et des groupes actifs dans quarante-huit départements.

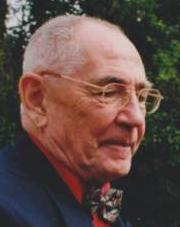
René Cruse

En 1967, le MCAA déclenche une campagne de solidarité avec l’avocat Georges Pinet, emprisonné pour avoir renvoyé son livret militaire en protestation contre la politique militaire,. Il soutiendra aussi les objecteurs de conscience.
Le MCAA soutient « à titre exceptionnel » la candidature aux élections législatives de 1967 de René Cruse, pasteur démissionnaire à cette occasion, qui axe sa campagne sur son opposition à la force de frappe,,.

### Le Mouvement pour le désarmement, la paix et la liberté
Dès 1965, le MCAA s’engage contre la guerre du Viêt Nam,,. Il soutient les déserteurs et insoumis américains, et participe au Comité Viêt Nam national. Il dénonce l’agression soviétique de 1968 en Tchécoslovaquie.
Après mai 1968, le nombre d’adhérents baisse, la fédération parisienne est désorganisée. Le MCAA est « exsangue », écrit Claude Bourdet. Aussi, le congrès des 10 et 11 novembre 1968 décide de rebaptiser le MCAA « Mouvement pour le désarmement, la paix et la liberté » (MDPL) et d’élargir son champ d’intervention. « Il lutte contre toute forme de répression, d'oppression, d'agression d'ordre économique, politique, militaire. […] Il combat l’impérialisme […] Il soutient les luttes révolutionnaires pour la libération des opprimés. […] Il lutte contre la fabrication et le commerce des armes. »
Le 9 mai 1971, une des premières actions contre l’extension du camp militaire du Larzac, une marche de Millau à La Cavalerie, est organisée par le MDPL, qui, y retrouvant de la vitalité, soutiendra activement les paysans jusqu’à la victoire de leur lutte. Le MDPL participe à la campagne de renvoi massif de livrets militaires lancée pour s'opposer à l'agrandissement du camp. Il publie un formulaire pour confier aux paysans du Larzac son livret militaire, son fascicule de mobilisation, sa carte de service national, son affectation de défense ou ses décorations.
Le MDPL aide à mettre sur pied le Comité de défense des prisonnières politiques chiliennes. Il manifeste, organise des colloques et publie de nombreux dossiers à propos de la militarisation, des ventes d’armes et de la conversion des industries de ce secteur,,. Il s’investit dans la pédagogie pour la paix et dans des actions pour le droit d’asile et contre la justice militaire,. Il participe au soutien des comités de soldats qui se créent à partir de 1974 et sont poursuivis,,.
Dans la nuit du 8 au 9 mars 1975, l'explosion d'un engin endommage gravement le local parisien du mouvement.

### Le MCAA / MDPL et les partis de la gauche de gouvernement
Le 23 juin 1966, à la Mutualité, François Mitterrand, qui n’est pas encore membre du Parti socialiste, déclare dans un plaidoyer très argumenté à la tribune d’un grand meeting du MCAA contre les essais nucléaires : « J'ai toujours dit et j'ai toujours répété que l'article numéro un du programme de gouvernement lorsque l'on se situe à gauche, c'est-à-dire du côté du progrès et de la justice, consiste dans une reconversion catégorique de la force de frappe. »
En 1972, le Programme commun de gouvernement de la gauche prévoit que « Le désarmement général, universel et contrôlé sera l'objectif principal du gouvernement. » et qu’il renoncera à la force de frappe nucléaire stratégique et arrêtera immédiatement les expériences nucléaires.
Georges Marchais, secrétaire général du Parti communiste français, déclare le 28 juillet 1977 sur Antenne 2 : « Le P.C.F. est le parti de la paix, le parti du désarmement, de la coexistence pacifique mais la France ne peut pas être désarmée. Or il se trouve qu'aujourd'hui, dans l'état actuel des choses, et en raison de la politique menée par le pouvoir, la force de frappe atomique reste la seule force de dissuasion valable. » Le Parti socialiste adopte bientôt une position similaire et la gauche au pouvoir l'appliquera en totale contradiction avec le Programme commun.
Beaucoup, au MDPL, déchantent. Ils pensaient toute la gauche acquise à leurs idées et une part des militants s'est démobilisée.
En 1978, à Villeurbanne, dans un Front autogestionnaire, avec le Parti socialiste unifié (PSU), le Mouvement pour une alternative non-violente (MAN) et des écologistes, le MDPL local soutient son président, Claude Bourdet, qui est candidat aux élections législatives face au maire Charles Hernu,. Ce dernier, spécialiste des affaires militaires au Parti socialiste et partisan de la stratégie nucléaire est pressenti, à juste titre, comme futur ministre de la Défense. Dans ce poste, en 1985, sous la présidence de François Mitterrand et avec son accord, il ordonnera aux services secrets de détruire le navire amiral de l’organisation écologiste Greenpeace, le Rainbow Warrior prêt à appareiller dans un port de Nouvelle-Zélande pour l'atoll de Moruroa afin de protester contre les essais nucléaires français. L’attentat fera un mort, Fernando Pereira, photographe, membre de l’équipage.
En 1977, les Soviétiques installent des missiles SS-20 à moyenne portée sur leur territoire. En riposte, en décembre 1979, l’Otan décide de déployer en Europe occidentale, particulièrement en Allemagne, des missiles américains Cruise et Pershing. Une crise diplomatique de dix ans en découle. L’escalade nucléaire est soutenue par les gouvernements du Royaume-Uni et des USA dirigés respectivement par Margareth Thatcher et par Ronald Reagan. Le président François Mitterrand leur emboîte le pas et déclare le 20 janvier 1983, lors d'un discours au Bundestag : « Seul l'équilibre des forces peut conduire à de bonnes relations avec les pays de l'Est. » Le MDPL est fermement opposé à cette politique mais les mouvements antinucléaires sont démobilisés, y compris le Mouvement de la paix, inféodé au parti communiste. En 1981, le MDPL avec plusieurs dizaines d’organisations relaye l’Appel Russell en participant très activement au Comité pour le désarmement nucléaire en Europe (Codene),,. Une énorme campagne contre les euromissiles est menée de part et d’autre du Rideau de fer et en lien avec des mouvements pour la dénucléarisation sur tous les continents.
À Lyon, à l’initiative du MDPL, est mis en place le Comité lyonnais pour l’appel Russell (Clar) avec notamment des membres du Groupe d’action et de résistance à la militarisation. Le comité fait le lien entre les secteurs civils et militaires du nucléaire et s’oppose au surgénérateur Superphénix de Creys-Malville.
Le MDPL participe à la campagne contre le protocole Hernu – Savary qui vise une symbiose entre l’armée et l’Éducation nationale.
Après la chute des régimes soviétiques, Le MDPL mène des campagnes à propos de la Nouvelle-Calédonie, de la Palestine, de la Guerre du Golfe, de l’ex-Yougoslavie.

### Dissolution
Le 11 mai 1996, quelques mois après le décès de son fondateur, Claude Bourdet, le MDPL est dissout lors de son quatorzième congrès. Les abonnements à sa revue Alerte atomique sont transférés à la lettre d’information Damoclès éditée par l’Observatoire des armements. Des groupes autonomes du MDPL subsistent ensuite dans plusieurs plusieurs villes.

## Personnalités

### Quelques membres du Comité de patronage à sa création
- Jean Rostand, président d'honneur
- Laurent Schwartz
- René Dumont
- Vladimir Jankélévitch
- Henri Lefebvre
- Daniel Mayer
- Georges Montaron
- Claude Roy
- Maurice Nadeau
- Morvan Lebesque
- Léonide Moguy
- Daniel Parker
- Dominique Halévy
- Pierre Schaeffer
- Père Avril
- Père Lelong
- Georges Casalis
- Henri Roser
- Bernard Boudouresques

### Des membres notoires
- Claude Bourdet, président
- Bernard Ravenel, président
- Théodore Monod
- Alfred Kastler[66]
- René Cruse

## Sources
1. ↑  Jean-Pierre Lanvin, A dieu vat, Lyon, CDRPC, octobre 1999, 392 p. (ISBN 2-913374-07-7), p. 95 à 99
2. ↑  Claude Bourdet, Mes batailles : récit, Ozoir-la-Ferrière, Ed. In Fine, 1993, 256 p. (ISBN 2-84046-014-9 et 9782840460145, OCLC 31854439, lire en ligne), p. 194
3. ↑  « Le « M.C.A.A. » n'entend pas lutter uniquement contre la force de frappe française », Le Monde,‎ 18 mars 1963
4. ↑  Bernard Ravenel, « Les origines du MCAA », Alerte atomique, numéro spécial - bilan, no Supplément au 147 « 33 ans d'actions et de réflexions... du MCAA... au MDPL »,‎ 1er trimestre 1997, p. 4
5. ↑  Par exemple, contre l'explosion de la troisième bombe atomique chinoise : « Une vive protestation du Mouvement contre l'armement atomique », Le Monde,‎ 13 mai 1966
6. ↑  Bernard Ravenel, « Les origines du MCAA », Alerte atomique, numéro spécial - bilan, no Supplément au 147 « 33 ans d'actions et de réflexions... du MCAA... au MDPL »,‎ 1er trimestre 1997, p. 5
7. ↑  René Pilonchéry, secrétaire général du MCAA, cité par Guy Guyot, « Contre toutes les bombes », Alerte atomique, numéro spécial - bilan, no Supplément au 147 « 33 ans d'actions et de réflexions... du MCAA... au MDPL »,‎ 1er trimestre 1997, p. 12
8. ↑  « Marche « antiatomique » Frontignan Montpellier », Le Monde,‎ 14 mai 1963
9. ↑  « Manifestation dans plusieurs villes à l'occasion de la « semaine contre la force de frappe » », Le Monde,‎ 19 novembre 1963
10. 1 2  Guy Guyot, « Contre toutes les bombes », Alerte atomique, numéro spécial - bilan, no Supplément au 147 « 33 ans d'actions et de réflexions... du MCAA... au MDPL »,‎ 1er trimestre 1997, p. 10
11. ↑  « Le comité contre la force de frappe devient permanent et national », Le Monde,‎ 4 février 1974
12. ↑  « Plusieurs dizaines de milliers de personnes ont participé au rassemblement organisé par le Comité national contre la force de frappe », Le Monde,‎ 28 avril 1964
13. ↑  « Manifestations à Paris contre l'armement atomique », Le Monde,‎ 17 décembre 1964
14. ↑  « La marche « antiatomique » Frontignan-Montpellier », Midi Libre,‎ 13 mai 1963 (lire en ligne)
15. ↑  « La marche anti-atomique a reçu l'adhésion de la population », La Marseillaise,‎ 13 mai 1963 (lire en ligne)
16. ↑  « « Marche antiatomique » dimanche dans le Gard », Le Monde,‎ 19 mars 1964
17. ↑  « Des marches « contre toutes les bombes » se dérouleront dimanche dans sept régions de France », Le Monde,‎ 23 avril 1965
18. ↑  « Manifestation d'étudiants contre la force de frappe », Le Monde,‎ 25 avril 1964
19. ↑  Bernard Ravenel, « Les origines du MCAA », Alerte atomique, numéro spécial - bilan, no Supplément au 147 « 33 ans d'actions et de réflexions... du MCAA... au MDPL »,‎ 1er trimestre 1997, p. 7
20. ↑  « Me Pinet un avocat parisien condamné pour avoir renvoyé son livret militaire a été écroué », Le Monde,‎ 1er mars 1967
21. ↑  Guy Guyot, « Contre toutes les bombes », Alerte atomique, numéro spécial - bilan, no Supplément au 147 « 33 ans d'actions et de réflexions... du MCAA... au MDPL »,‎ 1er trimestre 1997, p. 12
22. ↑  Guy Guyot, « Contre toutes les bombes », Alerte atomique, numéro spécial - bilan, no Supplément au 147 « 33 ans d'actions et de réflexions... du MCAA... au MDPL »,‎ 1er trimestre 1997, p. 14
23. ↑  Morvan Lebesque, « Nevers contre Hiroshima », Le Canard enchaîné,‎ 14 décembre 1966
24. ↑  « Un pasteur candidat à Nevers pour dénoncer l'armement atomique », Le Monde, 2 juillet 1966.
25. ↑  « Le mouvement contre l'armement atomique organise huit « marches de la paix » en France », Le Monde,‎ 23 avril 1966
26. ↑  « Une déclaration de M. Claude Bourdet sur la manifestation du 4 juillet », Le Monde,‎ 4 juillet 1966
27. ↑  « Paris : plusieurs centaines d'Américains manifestent place de la Concorde », Le Monde,‎ 6 juillet 1966
28. ↑  « Un appel des déserteurs et insoumis américains réfugiés en France », Le Monde,‎ 24 février 1968
29. ↑  « La « résistance américaine » en France », Le Monde,‎ 13 avril 1968
30. ↑  « Manifestations pour la paix », Le Monde,‎ 9 mai 1967
31. ↑  Claude Bourdet, Mes batailles : récit, Ozoir-la-Ferrière, Ed. In Fine, 1993, 256 p. (ISBN 2-84046-014-9 et 9782840460145, OCLC 31854439, lire en ligne), p. 208
32. ↑  « Le Mouvement contre l'armement atomique prend le nom de Mouvement pour le désarmement la paix et la liberté », Le Monde,‎ 13 novembre 1968
33. ↑  Guy Guyot, « Contre toutes les bombes », Alerte atomique, numéro spécial - bilan, no Supplément au 147 « 33 ans d'actions et de réflexions... du MCAA... au MDPL »,‎ 1er trimestre 1997, p. 15
34. ↑  « Marche de protestation contre le projet d'une extension du camp de Larzac », Le Monde,‎ 11 mai 1971
35. ↑  Yves Hardy et Emmanuel Gabey, Dossier L comme... Larzac, Paris, Éditions Alain Moreau, coll. « Confrontation », 3e trimestre 1974, 416 p., p. 396
36. ↑  Madeleine Guyot, « Gardarem lo Larzac », Alerte atomique, numéro spécial - bilan, no Supplément au 147 « 33 ans d'actions et de réflexions... du MCAA... au MDPL »,‎ 1er trimestre 1997, p. 36 - 39
37. ↑  « Je confie mes papiers militaires aux Paysans du Larzac », Alerte atomique, no supplément au 63 « Le Larzac ; l'armée... la violence et les Chrétiens »,‎ ?
38. ↑  « L'aide aux victimes de la répression. Un appel en faveur d'une prisonnière politique », Le Monde,‎ 18 juillet 1975
39. ↑  « Rassemblement à Paris contre la « militarisation de l'Hexagone » », Le Monde,‎ 12 décembre 1973
40. ↑  Pierre Fabre, « Le MDPL et les ventes d'armes françaises », Alerte atomique, numéro spécial - bilan, no Supplément au 147 « 33 ans d'actions et de réflexions... du MCAA... au MDPL »,‎ 1er trimestre 1997, p. 40 - 42
41. ↑  « Ventes d'armes : La politique française », Alerte atomique, no 61 « Ventes d'armes »,‎ 2e trimestre 1976
42. ↑  « Commerce des armes : La part du Tiers-Monde », Alerte atomique, no 76 « Commerce des armes »,‎ 1er trimestre 1981
43. ↑  « MDPL », Zéro de conduite, nos 8 - 9 « Éducation à la paix »,‎ avril - mai 1984, p. 24 - 26
44. ↑  Pierre Bourquin, « Le droit d'asile », Alerte atomique, numéro spécial - bilan, no Supplément au 147 « 33 ans d'actions et de réflexions... du MCAA... au MDPL »,‎ 1er trimestre 1997, p. 49
45. ↑  Mireille Debard et Jean-Luc Hennig, Les juges Kaki, Paris, ALain Moreau, 1977, 297 p., p. 291
46. ↑  « Quatorze organisations lancent une « campagne nationale » pour la suppression des tribunaux militaires », Le Monde,‎ 3 avril 1975
47. ↑  « Les réactions », Le Monde,‎ 14 septembre 1974
48. ↑  « Le Comité de soutien aux soldats organise une manifestation à Paris », Le Monde,‎ 6 janvier 1975
49. ↑  « « Information pour les droits du soldat » souhaite créer un syndicat des appelés et des engagés », Le Monde,‎ 4 mars 1975
50. ↑  Claude Bourdet, Mes batailles : récit, Ozoir-la-Ferrière, Ed. In Fine, 1993, 256 p. (ISBN 2-84046-014-9 et 9782840460145, OCLC 31854439, lire en ligne), p. 197
51. ↑  Changer la vie, Programme de gouvernement du Parti socialiste et Programme commun de la gauche, Paris, Flammarion, 3e trimestre 1972, 350 p., chap. 2 (« Le désarmement et la défense nationale »), p. 328
52. ↑  « M. Marchais : la France ne peut pas être désarmée », Le Monde,‎ 30 juillet 1977
53. ↑  « Plusieurs personnalités dénoncent le « revirement » des partis de gauche sur l'armement nucléaire », Le Monde,‎ 27 mai 1977
54. ↑  Claude Bourdet, Mes batailles : récit, Ozoir-la-Ferrière, Ed. In Fine, 1993, 256 p. (ISBN 2-84046-014-9 et 9782840460145, OCLC 31854439, lire en ligne), p. 208 et 252
55. ↑  Claude Deslhiat (Interviewer), « Claude Bourdet, Du Front populaire au Front autogestionnaire », Tribune socialiste (hebdomadaire du PSU), no 772,‎ 2 au 8 février 1978, p. 8 (lire en ligne)
56. ↑  Claude Deslhiat (interviewer), « Claude Bourdet, Un front pour l'écologie, la paix, l'autogestion », Tribune socialiste (hebdomadaire du PSU), no 773,‎ 9 au 15 février 1978, p. 10 et 11 (lire en ligne)
57. ↑  700 adhérents au MDPL en 1983, selon Jacques Fontanel, Jean-François Guilhaudis et Daniel Collard, À la recherche du « mouvement de paix » en France : Non-violence - Objection - Antimilitarisme - Pacifisme - Antinucléaire, Grenoble, Annuaire Arès Défense et sécurité, supplément n° 2, 1983, 294 p., p. 191
58. ↑  Claude Bourdet, Mes batailles : récit, Ozoir-la-Ferrière, Ed. In Fine, 1993, 256 p. (ISBN 2-84046-014-9 et 9782840460145, OCLC 31854439, lire en ligne), p. 214
59. ↑  Guy Guyot, « Contre les euromissiles », Alerte atomique, numéro spécial - bilan, no Supplément au 147 « 33 ans d'actions et de réflexions... du MCAA... au MDPL »,‎ 1er trimestre 1997, p. 51
60. ↑  Jacques Fontanel, Jean-François Guilhaudis et Daniel Collard, À la recherche du « mouvement de paix » en France : Non-violence - Objection - Antimilitarisme - Pacifisme - Antinucléaire, Grenoble, Annuaire Arès Défense et sécurité, supplément n° 2, 1983, 294 p., p. 69 - 80
61. ↑  Madeleine Guyot, « Le MDPL et la Kanaky », Alerte atomique, numéro spécial - bilan, no Supplément au 147 « 33 ans d'actions et de réflexions... du MCAA... au MDPL »,‎ 1er trimestre 1997, p. 68
62. ↑  Bernard Ravenel, « 1990 : L'année de la paix : Agir pour la paix avec les Palestiniens et les Israéliens », Alerte atomique, numéro spécial - bilan, no Supplément au 147 « 33 ans d'actions et de réflexions... du MCAA... au MDPL »,‎ 1er trimestre 1997, p. 75
63. ↑  Bernard Ravenel, « Guerre du Golfe », Alerte atomique, numéro spécial - bilan, no Supplément au 147 « 33 ans d'actions et de réflexions... du MCAA... au MDPL »,‎ 1er trimestre 1997, p. 80
64. ↑  Bernard Dréano, « Ex-Yougoslavie, l'heure du bilan ? », Alerte atomique, numéro spécial - bilan, no Supplément au 147 « 33 ans d'actions et de réflexions... du MCAA... au MDPL »,‎ 1er trimestre 1997, p. 83
65. ↑  Bernard Ravenel, « 14e (et denier) congrès... », Alerte atomique, numéro spécial - bilan, no Supplément au 147 « 33 ans d'actions et de réflexions... du MCAA... au MDPL »,‎ 1er trimestre 1997, p. 90
66. ↑  « Une protestation contre les explosions nucléaires est remise à l’Élysée », Le Monde,‎ 17 juin 1967